# Réseau en arbre

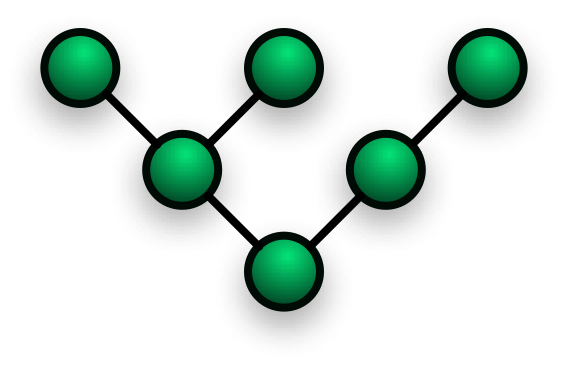
Réseau en arbre. Les nœuds du même niveau n'ont pas de liens entre eux.

Le réseau en arbre est un réseau informatique hiérarchique réparti sur plusieurs niveaux, les nœuds d'un même niveau n'ayant pas de liens entre eux mais étant reliés à un nœud de niveau supérieur,.